# La Flamme noire (roman)
Pour les articles homonymes, voir La Flamme noire.
La Flamme noire (titre original : The Black Flame) est un roman de science-fiction post-apocalyptique de l'écrivain américain Stanley G. Weinbaum, paru en 1948.

## Historique
Le roman est achevé par Stanley G. Weinbaum en 1934, mais n'est publié qu'en 1939 dans le magazine Startling Stories. Il est repris en volume chez Fantasy Press en 1948.

## Résumé
Plusieurs centaines d'années après l'anéantissement par une peste de la quasi-totalité de l'espèce humaine, une famille d'immortels cherchent à conquérir le monde grâce à la science de pointe développée. Un frère et une sœur, devenus immortels, luttent contre la mutation de l'humanité, car l'immortalité leur apparaît comme un fléau.

## Éditions françaises
- La Flamme noire, traduit par Georges-Hilaire Gallet, Paris, Hachette, coll. Le Rayon fantastique no 36, 1956
- La Flamme noire, réédition de la même traduction, Paris, Albin Michel, 1972
- La Flamme noire, nouvelle édition restaurée et intégrale de Robert Soubie, Paris, Les Éditions de l'Âge d'Or, 2007  (ISBN 978-2-917288-00-9)